# Pace comune

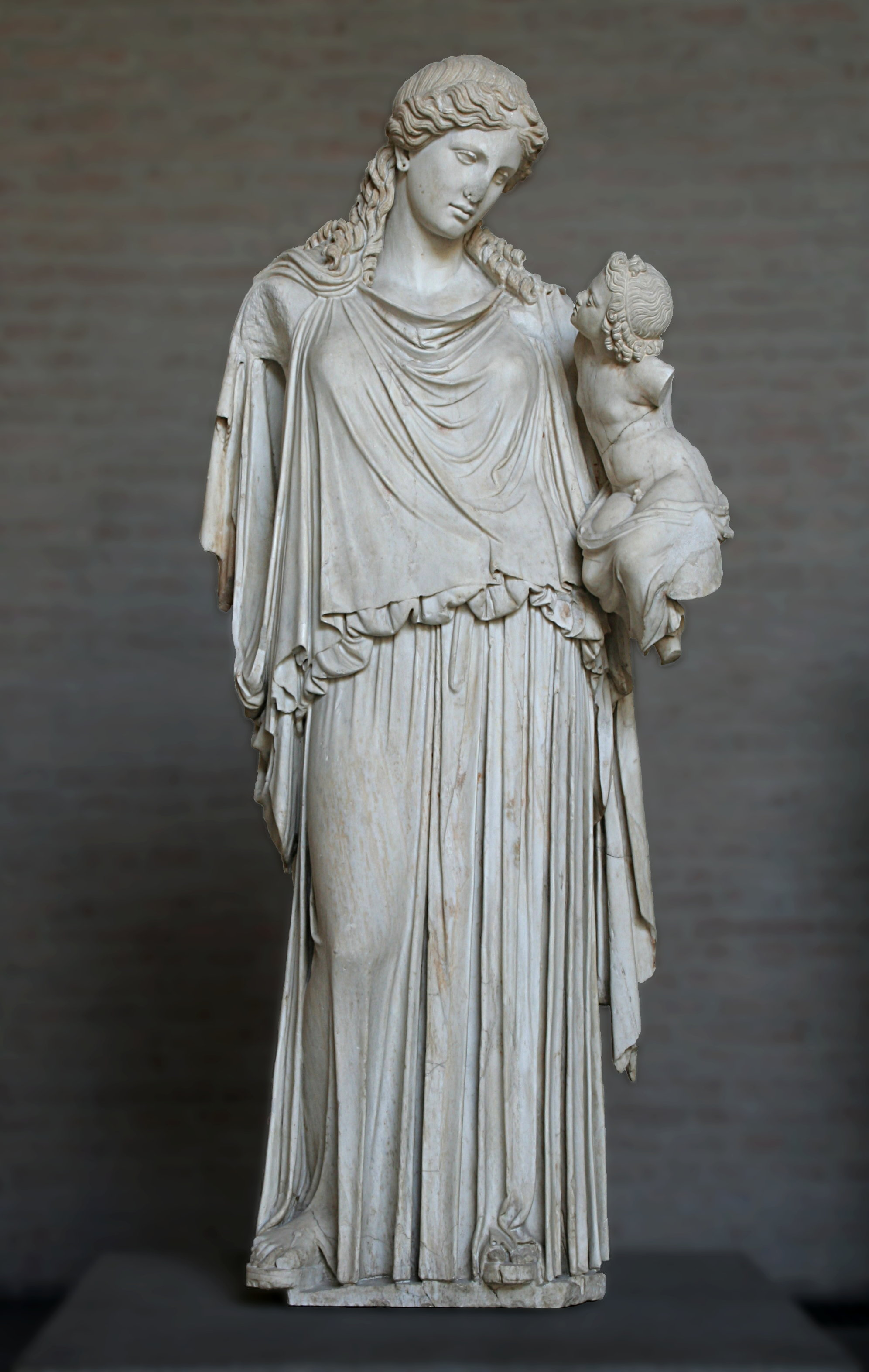
Eirene (la Pace) e il piccolo Pluto (la Ricchezza): copia romana da Cefisodoto il Vecchio (ca. 370 a.C.)

Pace comune o sistema permanente di pace (in greco antico: κοινὴ εἰρήνη?, koinè eiréne) è il nome che nell'antica Grecia si dava a trattati di pace che prevedevano la pace duratura, e garantita da sanzioni, tra tutti i contendenti che avevano preso parte a una guerra.

## Storia
Il modello di pace comune fu messo a punto con la pace di Antalcida del 387 a.C. Prima dell'avvento del concetto di pace comune, riassume lo storico John Fine, nella Grecia antica, "essendo sempre stata considerata la pace solo una pausa nella condizione normale di guerra, i trattati erano sempre bilaterali e di solito limitati a precisi periodi di tempo". Prima di allora, infatti, i trattati di pace erano sottoscritti solamente tra due combattenti, o fra due coalizioni nemiche, e avevano una "data di scadenza" dopo la quale entrambi i firmatari erano liberi per riprendere le ostilità; un esempio di pace limitata cronologicamente è la pace dei Trent'anni (446 a.C.) la cui rottura, nel 431 a.C., diede origine alla guerra del Peloponneso.

### La prima pace comune

La Grecia nel 431 a.C.

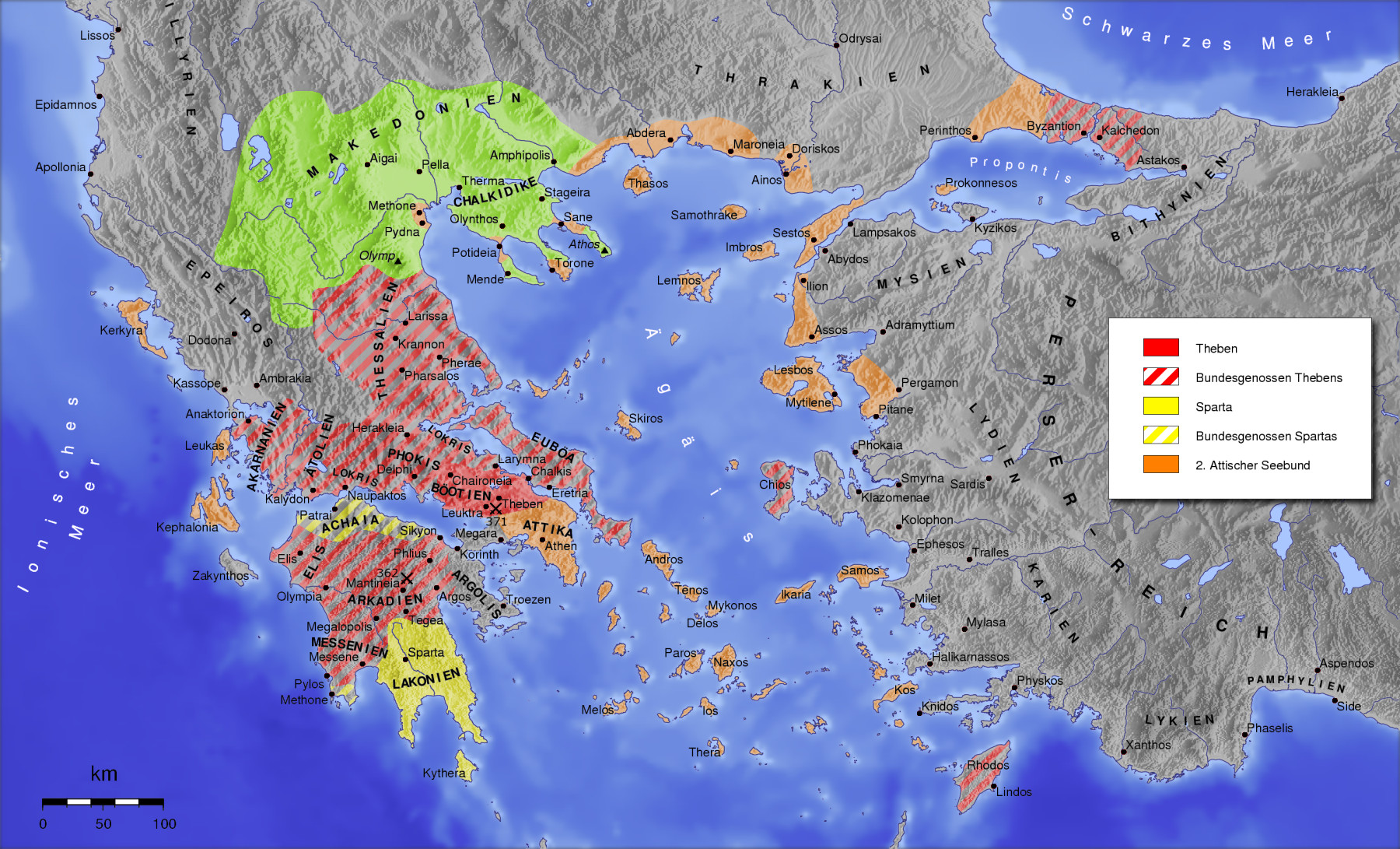
La Grecia fra il 371 e il 362 a.C.

L'esigenza di un sistema permanente di pace nacque in un periodo della storia greca nel quale si verificavano con frequenza crescente guerre che coinvolgevano più polis e che comportavano massicci effetti distruttivi. La guerra di Corinto, combattuta dal 395 al 387 a.C., col passar del tempo era diventata una estenuante guerra di posizione che coinvolgeva ulteriormente un gran numero di polis che erano già state provate duramente dalla guerra del Peloponneso; nel 387 a.C. non si scorgeva nessun chiaro segno di una possibile conclusione, e ciò spingeva le parti in causa a trovare un accordo che mettesse fine ai combattimenti con un tipo nuovo di trattato di pace. Il trattato che vi pose termine, la pace di Antalcida, nota anche come "pace del Re" a causa della grande influenza persiana che ne permise la realizzazione, conteneva molti degli elementi che avrebbero caratterizzato le successive paci comuni. Primo fra tutti l'influenza persiana sui termini del trattato; un secolo dopo le guerre persiane, la disunione della Grecia aveva permesso alla Persia di svolgere un ruolo determinante nella politica greca.
Un secondo elemento, che sarebbe passato alle paci successive, fu l'ammissione del "principio di autonomia" che affermava che tutte le città greche avrebbero dovuto essere libere e indipendenti; in base a questo principio si proibiva la formazione di leghe o di confederazioni. Il terzo elemento fu la nomina di un garante della pace (Προστάτης), col potere di interpretare i vari punti del trattato e garantirne il mantenimento con possibilità di applicare sanzioni a chi lo violava. Nel caso della pace di Antalcida queste misure evidenziavano il riconoscimento de facto dell'egemonia di Sparta in Grecia (Sparta era infatti il garante della pace di Antalcida); alcuni trattati successivi, come la pace di Tebe del 365 a.C. o il trattato che stabiliva la Lega di Corinto nel 338 a.C. svolsero la funzione di certificare l'ascesa di una nuova potenza egemone, più che quella di dichiarare una pace. D'altra parte il principio di autonomia era molto ambiguo per cui la sua interpretazione, formalmente difficile, veniva lasciata alla potenza egemone.

### I trattati successivi
Nel corso del IV secolo a.C. furono sottoscritte numerose paci comuni, la maggior parte delle quali tuttavia non ebbero lunga durata. La stessa pace di Antalcida, il primo trattato di pace comune (387 a.C.) ebbe poca fortuna: la guerra ricominciò poco tempo dopo (386 a.C.) e continuò finché, dopo la battaglia di Tegira, non fu sottoscritto un nuovo trattato di pace (375 a.C.). Una nuova pace comune fu firmata da tutte le parti, tranne Tebe, nel 371 a.C., ma presto i contrasti tra Sparta e Tebe diedero luogo a nuovi combattimenti (battaglia di Leuttra del 371 a.C.). Nel 365 a.C., fu firmata una nuova pace, nota come "pace di Tebe", che attribuì il ruolo di garante della pace, rivestito in precedenza da Sparta, a Tebe; ma anche questa pace fallì dopo brevissimo tempo per cui un'altra pace comune, questa volta più duratura, venne sottoscritta dopo la battaglia di Mantinea (362 a.C.).
La battaglia di Mantinea in realtà non aveva avuto vincitori: i Tebani, che probabilmente avevano avuto la meglio sul campo di battaglia, avevano perso il loro generale Epaminonda e con la di lui morte cessò l'egemonia tebana sulla Grecia; dalla parte opposta, Ateniesi e Spartani si erano ormai troppo indeboliti per approfittarne. Tutte le poleis greche, inoltre, dovettero fare i conti col regno di Macedonia. Nessuna pace comune fu firmata tra il 362 (anno della battaglia di Mantinea) e il 338 a.C. (anno della battaglia di Cheronea dopo la quale, in seguito alla vittoria di Filippo II, fu firmato un accordo col quale tutti gli stati greci si unirono nella Lega di Corinto in preparazione di una campagna contro la Persia).

## Significato
Il ricorso ai trattati di pace comune fu un tentativo di metter fine alla serie di guerre, apparentemente senza fine, che afflisse la Grecia fra la fine del V e l'inizio del IV secolo a.C. Alla fine, comunque, questi trattati non si rivelarono altro che un nuovo modo per continuare la guerra. Sparta, per es., nominata garante della prima pace comune, usò la sua posizione per rafforzare la sua egemonia sulla Grecia, per perseguire cioè lo stesso obiettivo delle sue campagne militari.
Il principio di autonomia, in teoria un principio assoluto, veniva applicato solo per far ottenere vantaggi alla potenza egemone. Alla conferenza di pace del 371 a.C., il tebano Epaminonda evidenziò quest'ultimo aspetto accusando il re di Sparta Agesilao di esigere l'autonomia delle città della Beozia, sottomesse a Tebe, ma di negare l'autonomia delle città della Laconia, sottomesse a Sparta.